# Myrmapana
Genre
Myrmapana est un genre d'araignées aranéomorphes de la famille des Salticidae.

## Distribution
Les espèces de ce genre se rencontrent en Amérique du Sud et en Amérique centrale.

## Liste des espèces
Selon World Spider Catalog (version 23.5, 11/01/2023) :
- Myrmapana brasiliensis (Mello-Leitão, 1922)
- Myrmapana centralis (Peckham & Peckham, 1892)
- Myrmapana costaricaensis Pekár, 2022
- Myrmapana mocamboensis (Galiano, 1974)
- Myrmapana panamensis (Galiano, 1969)
- Myrmapana parallela (Fabricius, 1798)

## Systématique et taxinomie
Ce genre a été décrit par Prószyński en 2016 dans les Salticidae.

## Publication originale
- Prószyński, 2016 : « Delimitation and description of 19 new genera, a subgenus and a species of Salticidae (Araneae) of the world. » Ecologica Montenegrina, vol. 7, p. 4-32 (texte intégral).